# 山梨プロレス
山梨プロレス（やまなしプロレス）は、山梨県を中心に活動しているスポーツウェア製造業者、プロレス団体。

## 歴史
- 2012年6月29日、読売新聞がプロレス団体の旗揚げ準備をしていることを伝える[1]。
- 同年、代表の今村正彦がプロレス用品を手がけているSIMAスポーツで勤務経験があることから一念発起でプロレス団体を設立。
- 2013年3月11日、日本列島プロレス連盟の発足に参加[2]。
- 9月21日、甲斐清和高校特設会場で、ふじやまプロレスのプレ旗揚げ戦を開催[3]。
- 2015年、ふじやまプロレスが事実上の分裂。
- 2017年4月17日、シアタープロレス花鳥風月が山梨プロレスを吸収して団体名をシアタープロレス山梨花鳥風月に改称[4]。
- 7月12日、私立一蓮寺幼稚園の園児7人が考えた、いちれんじゃー7が同幼稚園を訪問[5]。
- 8月6日、甲府市総合市民会館でシアタープロレス山梨花鳥風月の旗揚げ戦を開催[6][7]。
- 2018年以降はシアタープロレス山梨花鳥風月の運営にかかわっておらず単独で運営が行われている。

## 所属選手
- シンゲンタイガー
- いちれんじゃー7
- 吉田モーモー